# مادمازل ژولی
مادمازل ژولی (سوئدی: Fröken Julie) نمایشنامه‌ای تک‌پرده‌ای به قلم آوگوست استریندبری که در سال ۱۸۸۸ میلادی به چاپ رسید.

## در ایران
این نمایشنامه در ایران به کارگردانی آربی اوانسیان به روی صحنه رفته است.